# MRGPRX2
MAS-sličan G-protein spregnuti receptor, član X2 je protein koji je kod ljudi kodiran MRGPRX2 genom.

## Literatura
1. ↑  Dong X, Han S, Zylka MJ, Simon MI, Anderson DJ (2001). „A diverse family of GPCRs expressed in specific subsets of nociceptive sensory neurons”. Cell. 106 (5): 619—32. PMID 11551509. doi:10.1016/S0092-8674(01)00483-4.
2. ↑  „Entrez Gene: MRGPRX2 MAS-related GPR, member X2”.

## Dodatna literatura
- Takeda S; Kadowaki S; Haga T;  . (2002). „Identification of G protein-coupled receptor genes from the human genome sequence.”. FEBS Lett. 520 (1-3): 97—101. PMID 12044878. doi:10.1016/S0014-5793(02)02775-8.
- Strausberg RL; Feingold EA; Grouse LH;  . (2003). „Generation and initial analysis of more than 15,000 full-length human and mouse cDNA sequences.”. Proc. Natl. Acad. Sci. U.S.A. 99 (26): 16899—903. PMC 139241 . PMID 12477932. doi:10.1073/pnas.242603899.
- Robas N, Mead E, Fidock M (2004). „MrgX2 is a high potency cortistatin receptor expressed in dorsal root ganglion.”. J. Biol. Chem. 278 (45): 44400—4. PMID 12915402. doi:10.1074/jbc.M302456200.
- Gerhard DS; Wagner L; Feingold EA;  . (2004). „The status, quality, and expansion of the NIH full-length cDNA project: the Mammalian Gene Collection (MGC).”. Genome Res. 14 (10B): 2121—7. PMC 528928 . PMID 15489334. doi:10.1101/gr.2596504.
- Yang S; Liu Y; Lin AA;  . (2005). „Adaptive evolution of MRGX2, a human sensory neuron specific gene involved in nociception.”. Gene. 352: 30—5. PMID 15862286. doi:10.1016/j.gene.2005.03.001.